# Balksen
Balksen ist ein Ortsteil der Gemeinde Welver (Kreis Soest). Er liegt im östlichen Gemeindegebiet an der Grenze zu Lippetal. In dem Dorf leben 34 Einwohner (Stand 31. Dezember 2024).

## Geschichte
Ursprung des Ortes ist der Balkshof an der Ahse, der älteste Hof der Ortschaft. Von ihm leitet sich der Ortsname ab. Bis zur kommunalen Neuordnung bildete Balksen mit dem zugehörigen Ortsteil Ellingsen eine eigenständige Gemeinde. Mit ihrer Auflösung kam Balksen am 1. Juli 1969 zu Welver, Ellingsen zu Soest. Letzter Bürgermeister war Heinrich Nottebohm, Besitzer des Hofes in Hillingsen.